# Peugeot 2008 (2019)
La Peugeot 2008 II è la seconda generazione della Peugeot 2008, un'autovettura di tipo crossover SUV prodotta dal 2020 dalla casa automobilistica francese Peugeot.

## Profilo e caratteristiche
La seconda generazione della Peugeot 2008 è stata svelata con delle foto on-line nell'estate del 2019 e la vera e propria presentazione fisica è avvenuta al Salone dell'automobile di Bruxelles 2020, con la commercializzazione che è stata avviata nel mese di aprile.
In questa seconda serie troviamo una novità assoluta rispetto alla precedente, ossia la possibilità di scegliere tra la versione tradizionale con motore endotermico chiamata 2008 e la versione a motore elettrico denominata e-2008.

### Design esterno e interno
A una prima occhiata, l'auto si presenta molto più grande rispetto a prima; infatti è aumentata in quasi tutte le misure: lunghezza (+149 mm), larghezza (+26 mm), altezza (-10 mm), passo (+63 mm) oltre ad avere uno stile più sportivo rispetto al precedente.
Nel frontale si nota la parentela stretta con la 208, data dai fari anteriori praticamente identici con la caratteristica delle tre linee verticali che simulano gli artigli di un leone. Anche la sezione frontale è molto più massiccia e alta rispetto alla precedente, con un nuovo cofano motore solcato da due nervature e da una nuova calandra molto più grande della precedente dove si colloca il leone con al di sopra la denominazione del modello. La calandra inoltre può avere diverse lavorazioni, a listelli orizzontali di colore nero per la base, argentati per la media di gamma e verniciati dello stesso colore di carrozzeria per l'elettrica. Invece per le top di gamma GT-line e GT sono verticali e argentati. Di fianco troviamo le luci diurne a LED per tutte le versioni, non uguali a quelli della 208, ma distaccati rispetto al faro principale, che danno lo stesso un senso di imponenza sulla strada e a simulare i denti di un leone. Ancora più al lato troviamo i fari fendinebbia anch'essi a LED. Più in basso invece, è presente un'altra presa d'aria con sotto una modanatura satinata disponibile su tutte le versioni tranne per la base.
La fiancata è molto più movimentata rispetto alla precedente: nella parte alta troviamo il lunotto che scende leggermente verso il posteriore, con dei finestrini che nella linea più in basso sale verso il tetto conferendo all'insieme un po' di dinamicità. Una particolarità delle vetrature si trova nel quarto finestrino laterale che non è un vetro reale, ma una placca di plastica nero lucido dove può essere aggiunta una decalcomania nella versione top di gamma GT e anche nell'anteriore c'è una placca di plastica in nero lucido utilizzata per indicare l'allestimento. Più in basso, troviamo una linea parallela con l'inclinazione dei finestrini che si apre in due linee divergenti, sia nel posteriore sia nell'anteriore, simulando così un corpo pieno che viene tagliato da una lama. Inoltre, sempre al posteriore, notiamo due linee che contribuiscono a dare continuità col faro posteriore. Alla base troviamo come in ogni SUV dei cordoli, in plastica grezza che adottano nella parte alta una piccola placca argentata disponibile a partire dalle versioni medie fino alla top di gamma. Per meglio specificare, gli specchietti retrovisori sono gli stessi degli altri modelli del gruppo PSA.
Anche il posteriore, come tutta l'auto, è diventato più massiccio. Anche qui vediamo un lunotto molto inclinato con delle bandelle laterali in nero lucido, utili ai fini aerodinamici per il miglior distacco possibile del flusso dalla fiancata. Alla base del lunotto troviamo i nuovi fari a LED che adottano il family feeling delle Peugeot di ultima generazione, ossia rappresentano il graffio lasciato dagli artigli di un leone, dando anche una bella scenicità dell'auto, uniti tra di loro da una fascia in nero lucido dove viene alloggiata la scritta della casa francese. Più in basso troviamo il logo e il porta targa con ai lati il modello e solo negli allestimenti GT-line e GT la sigla dell'allestimento. Il paraurti posteriore, invece, è molto pronunciato e interamente di plastica grezza. Gli unici ornamenti sono la placca satinata sulla sommità, i fari fendinebbia e lo scarico che può essere singolo (nero o cromato), doppio cromato (lato destro), doppio per lato (solo allestimento GT).
L'esterno può essere personalizzato il più possibile, con sette colori tra pastello, metallizzato e colori speciali. Il tetto è di serie di colore nero tranne per la Active e per la Allure. I cerchi vanno da una misura minima di 16" a una massima di 18".
Gli interni sono gli stessi della Peugeot 208, infatti mantengono inalterato l'innovativo e molto scenografico iCockpit 3D, con volante piccolo in basso e strumentazione interamente digitale con funzione 3D, la quale proietta dall'alto le informazioni principali (velocità e numero di giri del motore) su un vetro che le mette in risalto rispetto alle informazioni secondarie (autonomia e temperatura motore). A destra abbiamo lo schermo dell'infotainment da 7 o 10" che comprende anche i comandi del climatizzatore. La plancia è disposta su due piani dove si trovano strumentazioni e bocchette di aerazione, prodotta con delle plastiche morbide al tatto. Il piano più in basso invece utilizza una finitura simil-carbonio che continua sulle portiere e troviamo le bocchette centrali, i comandi dell'infotainment e nel caso degli allestimenti GT-Line e GT delle piccole strisce di LED che girano attorno alla plancia e sulle portiere. Le portiere adottano nella parte alta delle plastiche morbide per quelle anteriori e dure per le posteriori com'è comune trovare nelle concorrenti. Poi troviamo la maniglia d'appiglio in plastica o rivestita in pelle a seconda dell'allestimento e nella parte bassa vengono utilizzati materiali duri. Tra i due sedili troviamo la console centrale dove nella parte alta troviamo dei porta oggetti di grandi dimensioni e nella parte bassa la leva del cambio, dei porta-bicchieri, il freno a mano meccanico o elettronico e il selettore delle modalità di guida.

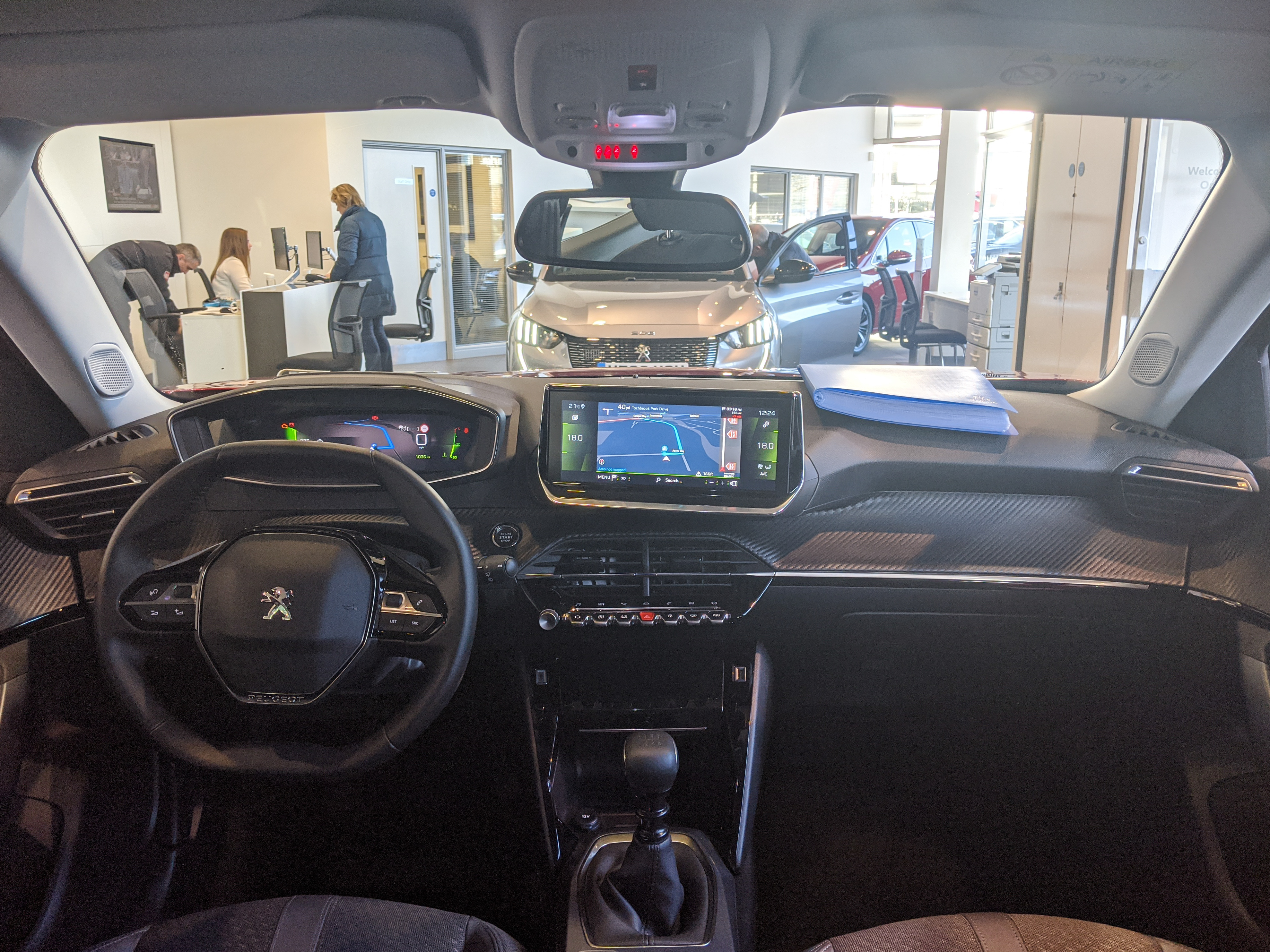
Vista interna

I sedili, possono essere scelti in tessuto, pelle misto tessuto o pelle misto alcantara.

### Meccanica
La meccanica è condivisa con la sorella 208 e con le cugine Opel Mokka e DS3 CrossBack. La piattaforma è l'oramai conosciuta CMP per le vetture di segmento B che permette di costruire anche la versione completamente elettrica oltre le normali versioni endotermiche.
Il comparto sospensioni è lo stesso per le altre sorelle o cugine e utilizzano un MacPherson anteriore e un ponte torcente al posteriore.
I motori sono gli ormai collaudati benzina turbo PureTech da 1.2 litri, 3 cilindri disponibili nelle diverse versioni 100, 110, 130, 155. Le nuove versioni del turbodiesel BlueHDi che fa scendere la sua cilindrata da 1.6 a 1.5 L disponibili in due varianti 100 e 130 CV. Tutte le versioni endotermiche adottano il filtro antiparticolato.
Inoltre è disponibile una versione elettrica denominata e-2008 che utilizza un motore elettrico trifase disposto anteriormente con una potenza di 100 kW (136 CV) e con una coppia di 260 Nm. La batteria ha una capacità di 50 kWh, con un'autonomia di 320 km.
In nessuna delle motorizzazioni è disponibili la trazione integrale, ma solo quella anteriore.

## Evoluzione

### Restyling 2023

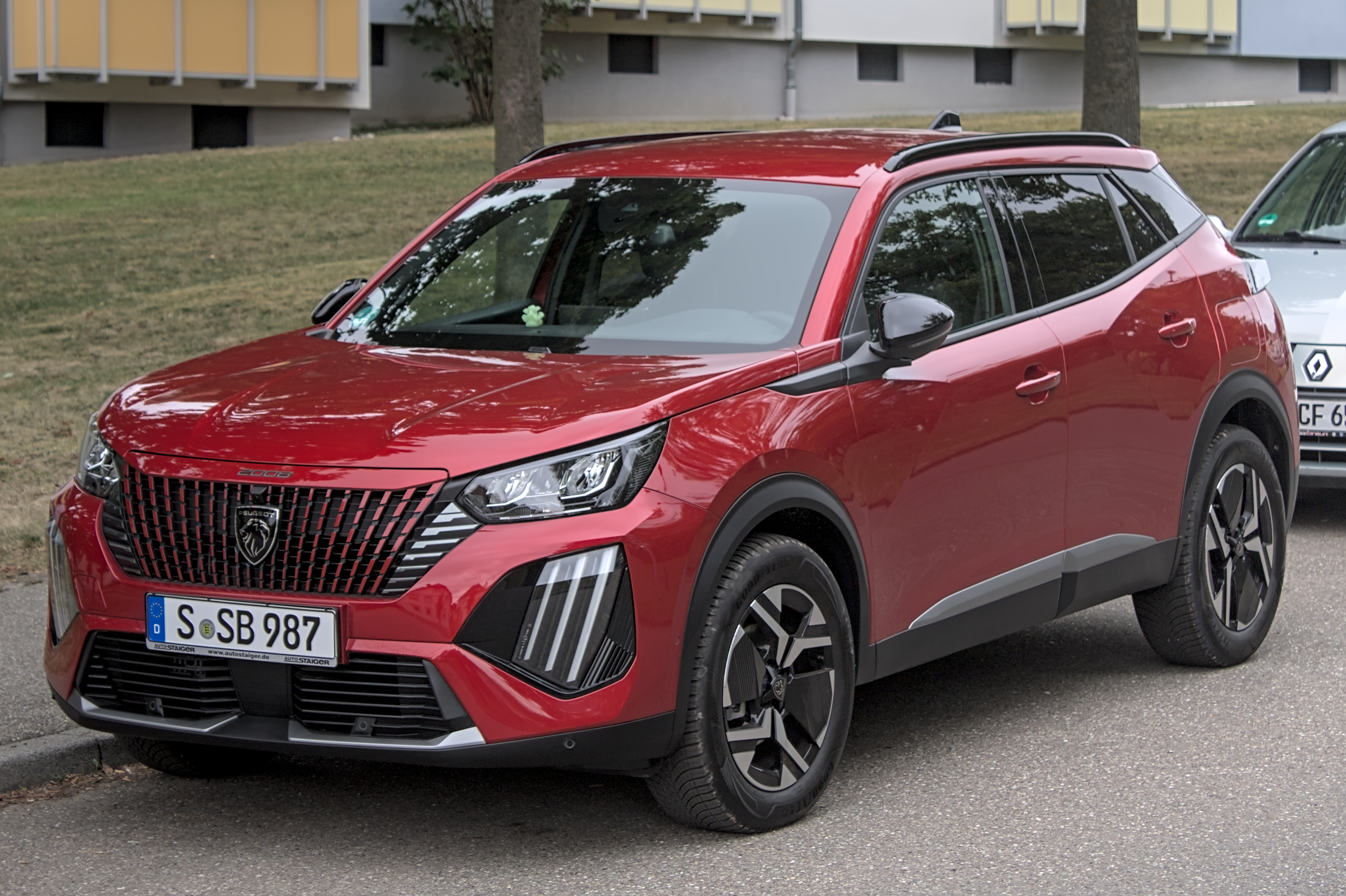
2008 Restyling

Dopo la presentazione del restyling della 208, la Casa francese svela e fa debuttare sul mercato il restyling della 2008. A differenza della "sorella" berlina, l'aggiornamento riguarda solo il lato estetico, mantenendo inalterata la meccanica, tranne per la versione elettrica e-2008 che aggiunge, al già presente motore da 136 CV (100 kW) la nuova opzione da 156 CV (115 kW).
A livello estetico debutta un nuovo frontale con un'inedita calandra, la quale si presenta con due disegni differenti (dall'esterno verso l'interno concentrandosi verso il logo nella versione base e dall'alto verso il basso nelle versioni medie e top di gamma Allure e GT) e di due colori (nera nel caso della versione Active e di colore carrozzeria Allure e GT). Vengono rinnovati i fari anteriori, che ora presentano tre punti luce al posto del singolo affiancato dagli "artigli" che ora vengono posizionati nella parte bassa, in una sorta di presa d'aria ai lati del paraurti passando da un singolo elemento a tre strisce luminose. Anche la parte centrale cambia disegno inglobando il radar utile ai sistemi ADAS.
La fiancata, come per la 208, rimane simile alla versione precedente tranne che per il nuovo disegno dei cerchi che varia rispetto alla precedente, con dimensioni 16" per la Active e 17" per la Allure e GT. Anche il posteriore rimane pressoché invariato, tranne che per i fari che variano nel disegno e nella geometria interna, portando sei punti luce raccolti in tre elementi.
Anche l'interno varia poco, infatti rimane del tutto simile al precedente tranne per i tessuti e per la nuova leva del cambio. Si rende noto comunque che viene integrato il nuovo schermo da 10" con nuova grafica (simil 308) con nuovi aggiornamenti di sistema. Anche il Virtual Cockpit viene aggiornato, sistemando i precedenti difetti e portando una nuova grafica che, come per il sistema multimediale, è simile alla nuova 308. Nella versione base Active è disponibile solo l'iCockpit cioè la versione analogica della strumentazione. 

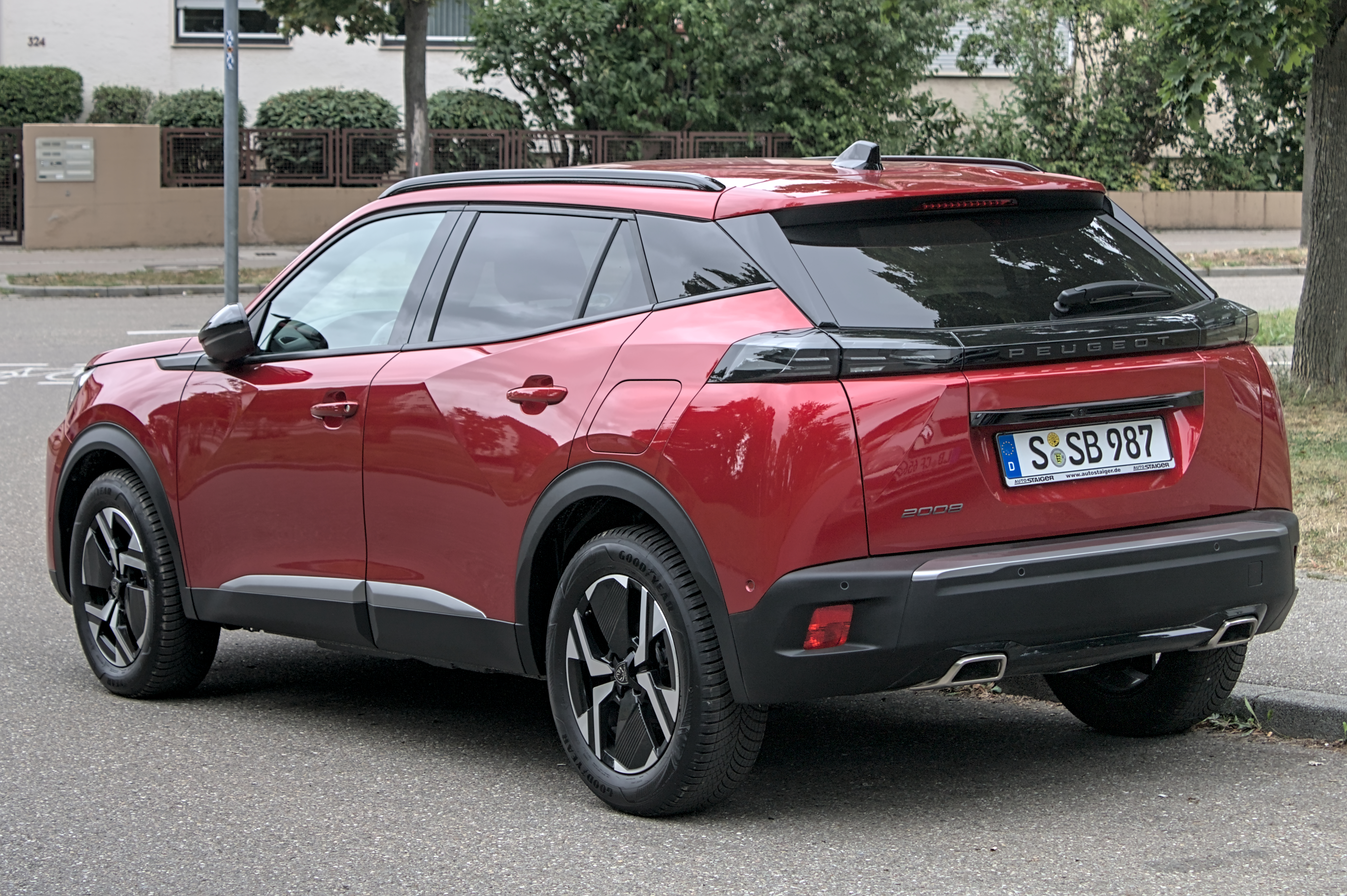
Posteriore Peugeot 2008 facelift

Meccanicamente l'auto rimane pressoché invariata, infatti restano disponibili i precedenti 1.2 PureTech solo nei range di potenza di 100 e 130 CV con cambi manuale e automatico EAT8 rispettivamente a sei marce e a otto rapporti. A differenza della 208, da cui deriva, viene resa ancora disponibile una motorizzazione Diesel 1.5 BlueHDi nella sola versione da 130 CV e con il solo cambio automatico EAT8 a otto rapporti.
Per la versione elettrica e-2008 (che differisce di poco dalla tradizionale se non per alcuni accenti di blu nelle lettere esterne e negli interni) vi sono due differenti versioni: la base da 136 CV (100 kW) con una batteria da 50 kW e la versione più potente da 156 CV (115 kW) con una batteria leggermente più grande da 54 kW, garantendo una percorrenza di 337 km per la prima e 403 km per la seconda. Entrambe le batterie hanno una potenza di ricarica di 7,4 kW in AC e di 100 kW in CC.

## Riepilogo motorizzazioni
| Modello                    | Anno di produzione | Frazionamento       | Trasmissione          | Cilindrata cm³ | Potenza kW (CV) | Coppia max Nm | Velocità max km/h  | Accelerazione 0–100 km/h (secondi) |
| 2008 PureTech 100          | dal 2020           | 3 cilindri in linea | Manuale 6 rapporti    | 1199           | 75 (100)        | 205           | 188                | 10,9                               |
| 2008 PureTech 130          | 2020-2023          | 3 cilindri in linea | Manuale 6 rapporti    | 1199           | 95 (130)        | 230           | 196                | 8,9                                |
| 2008 PureTech 130 EAT8 S&S | dal 2020           | 3 cilindri in linea | Automatico 8 rapporti | 1199           | 95 (130)        | 230           | 196                | 9,1                                |
| 2008 PureTech 155 EAT8 S&S | 2020-2023          | 3 cilindri in linea | Automatico 8 rapporti | 1199           | 114 (155)       | 240           | 208                | 8,2                                |
| 2008 BlueHDi 100 S&S       | 2020-2023          | 4 cilindri in linea | Manuale 6 rapporti    | 1499           | 75 (100)        | 250           | 185                | 11,4                               |
| 2008 BlueHDi 110 EAT8 S&S  | 2020-2023          | 4 cilindri in linea | Automatico 8 rapporti | 1499           | 81 (110)        | 300           | 195                | 9,3                                |
| 2008 BlueHDi 130 EAT8 S&S  | dal 2023           | 4 cilindri in linea | Automatico 8 rapporti | 1499           | 95 (130)        | 300           | 196                | 9,3                                |
| e-2008                     | dal 2020           | -                   | Rapporto fisso        | -              | 100 (136)       | 260           | 150 (autolimitata) | 8,5                                |
| e-2008                     | dal 2023           | -                   | Rapporto fisso        | -              | 115 (156)       | 260           | 150 (autolimitata) | 9,1                                |